# من به تو ایمان دارم (ترانه کایلی مینوگ)
«من به تو ایمان دارم» تک‌آهنگی از هنرمند اهل استرالیا کایلی مینوگ است که در سال ۲۰۰۴ میلادی منتشر شد.
این تک‌آهنگ در چارت‌های استرالیا، دانمارک، اسکاتلند، اتریش، ایرلند، سوئیس، اسپانیا، جزو ده ترانه اول قرار گرفت.